# Dlouhý pochod 2A
Dlouhý pochod 2A, také známý jako Chang Zheng 2A, CZ-2A či LM-2A, byla čínská nosná raketa ze série Dlouhý pochod. Všechny lety byly provedeny z kosmodromu Ťiou-čchüan. Byla to dvoustupňová raketa se čtyřmi lety.
Raketa sloužila k vynášení špionážních družic FSW-0. Byla nahrazena vylepšeným Dlouhým pochodem 2C.

## Seznam letů
| Číslo letu | Datum              | Náklad    | Oběžná dráha | Výsledek |
| ---------- | ------------------ | --------- | ------------ | -------- |
| 1          | 5. listopadu 1974  | FSW-0 č.0 | LEO          | selhání  |
| 2          | 16. listopadu 1975 | FSW-0 č.1 | LEO          | úspěch   |
| 3          | 7. prosince 1976   | FSW-0 č.2 | LEO          | úspěch   |
| 4          | 26. ledna 1978     | FSW-0 č.3 | LEO          | úspěch   |